# Tirrena-Adriàtica 1976
La Tirrena-Adriàtica 1976 va ser l'11a edició de la Tirrena-Adriàtica. La cursa es va disputar en cinc etapes, la darrera d'elles dividida en dos sectors, amb la tradicional contrarellotge individual pels carrers de San Benedetto del Tronto, entre el 12 i el 16 de març de 1976, amb un recorregut final de 882 km.
El vencedor de la cursa, per cinquè any consecutiu, fou el belga Roger de Vlaeminck (Brooklyn), que s'imposà en la general al també belga Eddy Merckx (Molteni) i l'italià Gianbattista Baronchelli (Scic).

## Etapes
| Etapa | Data       | Recorregut                            | Km    | Vencedor d'etapa         | Líder de la general      |
| ----- | ---------- | ------------------------------------- | ----- | ------------------------ | ------------------------ |
| 1a    | 12 de març | Santa Marinella - Fiuggi Alta         | 197,0 | Giuseppe Perletto (ITA)  | Giuseppe Perletto (ITA)  |
| 2a    | 13 de març | Ferentino - Monte Livata              | 155,0 | Eddy Merckx (BEL)        | Eddy Merckx (BEL)        |
| 3a    | 14 de març | Subiaco - Tortoreto Lido              | 247,0 | Roger de Vlaeminck (BEL) | Roger de Vlaeminck (BEL) |
| 4a    | 15 de març | Tortoreto - Civitanova Marche         | 184,0 | Roger de Vlaeminck (BEL) | Roger de Vlaeminck (BEL) |
| 5a A  | 16 de març | S.B del Tronto - S.B del Tronto       | 81,0  | Rik van Linden (BEL)     | Roger de Vlaeminck (BEL) |
| 5a B  | 16 de març | S.B del Tronto - S.B del Tronto (CRI) | 18,0  | Roger de Vlaeminck (BEL) | Roger de Vlaeminck (BEL) |

## Classificació general
|    | Ciclista                       | Equip     | Temps       |
| -- | ------------------------------ | --------- | ----------- |
| 1  | Roger de Vlaeminck (BEL)       | Brooklyn  | 23h 39' 13" |
| 2  | Eddy Merckx (BEL)              | Molteni   | + 53"       |
| 3  | Gianbattista Baronchelli (ITA) | Scic      | + 1' 36"    |
| 4  | Francesco Moser (ITA)          | Sanson    | + 1' 53"    |
| 5  | Giancarlo Bellini (ITA)        | Brooklyn  | + 2' 05"    |
| 6  | Wladimiro Panizza (ITA)        | Scic      | + 2' 43"    |
| 7  | Felice Gimondi (ITA)           | Bianchi   | + 3' 01"    |
| 8  | Roberto Poggiali (ITA)         | Sanson    | + 3' 26"    |
| 9  | Franco Bitossi (ITA)           | Zonca     | + 3' 27"    |
| 10 | Giuseppe Perletto (ITA)        | Magniflex | + 3' 46"    |